# بیژن هیرمن‌پور
بیژن هیرمن‌پور (زادهٔ ۱۱ شهریور ۱۳۲۲ اصفهان - درگذشتهٔ ۹ شهریور ۱۳۹۷ پاریس) فعال سیاسی، مترجم و از اعضای قدیمی سازمان چریک‌های فدایی خلق ایران بود.

## زندگی
بیژن هیرمن‌پور در سال ۱۳۴۵ وارد دانشگاه تهران، رشته حقوق سیاسی شد. در جریان تحصیل در دانشگاه با مسعود احمدزاده از بنیان‌گذاران سازمان چریکهای فدایی خلق ایران آشنا شد و به این سازمان پیوست. در سال ۱۳۴۹ توسط ساواک دستگیر و به یک سال حبس محکوم شد. با آشکار شدن روابط وی با حلقهٔ اصلی فدائیان خلق، توسط ساواک شکنجه شد. پس از یک سال آزاد و به زادگاهش مبارکه اصفهان تبعید گردید. در سال ۱۳۵۱ با شهین حشمتی، یار و رفیق همیشگی خود ازدواج و تا آخر عمر با او زندگی نمود. وی در مخالفت با وضعیت حاکم در شهریور ۱۳۵۸ به فرانسه رفت و تحصیلات دانشگاهی خود را همان‌جا ادامه داد.
در مورد فعالیت سیاسی وی نوشته‌اند: «به جرأت می‌توان گفت که شکل‌گیری دوبارهٔ  چریک‌های فدایی خلق ایران و حتی جان‌گیری مجدد آن بعد از انشعاب، بر گردن بیژن بوده است. به عبارت روشن‌تر، در سال پنجاه و هشت، نیمه کار به عهدهٔ وی بوده، ولی نزدیک به یک دهه، تمامی کارهای سیاسی – تئوریک  چریک‌های فدایی خلق ایران، از آن بیژن است. وی بار دیگر جریان‌های در هم ریخته و بی‌رمق را جمع و جور و رمق‌دار کرده‌است؛ بنابراین، لازم به تأکید است به‌همان دلیلی که تئوری مبارزه مسلحانه با نام مسعود احمدزاده و پویان تنیده شده‌است، جان‌گیری دوبارهٔ چریک‌های فدایی خلق ایران، با نظرات و ارزیابی‌های سیاسی – تئوریک بیژن هیرمن‌پور رقم خورده‌است.»
بیژن هیرمن‌پور را می‏‌توان یکی از آن دست سوسیالیست‌های راستین و وفادار به منافع کارگران و دیگر توده‌های ستم‌دیده به حساب آورد.
هیئت سیاسی اجرائی حزب چپ ایران (فداییان خلق) در یادمان درگذشت او نوشت: «بیژن هیرمن‌پور یکی از چهره‌های شاخص پیشرو بود که با پشتکار و از خود گذشتگی زائدالوصفی تلاش کردند راهی دیگر را در برابر جنبش چپ ایران بگشایند. او در تدوین مباحث و استراتژی که به ایجاد و پایه‌گذاری جنبش فدائیان خلق منجر گشت، نقشی فعال داشت و با مسعود احمدزاده از رهبران بنیان‌گذار جنبش فدائیان خلق و بسیاری دیگر از رفقای اولیهٔ سازمان فدائی همفکری و همکاری نزدیک داشت.»

## آثار و اندیشه‌ها

### ترجمه
- تاریخ کمون فرانسه به قلم لیسا گاریه ۱۸۷۱[۴]
- سخنرانی روبسپیر در مجلس مؤسسان فرانسه[۵]